# Tabloid – Gefährliche Enthüllungen
Tabloid – Gefährliche Enthüllungen (Alternativtitel: Gefährliche Enthüllungen; Originaltitel: Tabloid) ist ein britischer Thriller aus dem Jahr 2001. Regie führte David Blair, das Drehbuch schrieben Martin Stellman und Brian Ward.

## Handlung
Darren Daniels moderiert die Fernsehshow Tabloid TV, in der er die brisanten Geheimnisse prominenter Menschen publik macht. Dadurch schafft er sich zahlreiche Feinde. Die Sendung wird von Natasha Fox produziert, die über eine verbreitete Vermarktung des Formats verhandelt.
Der Gangster Vince Crocker täuscht während einer Party mit SM-Spielen vor, Daniels sei der Ermordung von zwei Frauen schuldig. Danach lässt Crocker die Leichen verschwinden. In den Medien erscheinen Gerüchte über Daniels. Der Moderator wird von Crocker erpresst.

## Kritiken
Das Lexikon des internationalen Films schrieb, der Film sei eine „[S]chwarze Kriminalkomödie als Parodie auf die Auswüchse einer immer sensationslüsterneren Mediengesellschaft“. Er biete „gute Darsteller“, aber unterhalte „letztlich nur unverbindlich“.
Die Zeitschrift TV direkt 10/2008 schrieb, das Zuschauen lohne sich „nicht wirklich“.

## Hintergründe
Die Produktionskosten betrugen schätzungsweise 3,2 Millionen Pfund Sterling.